# Andalusisk nationalism

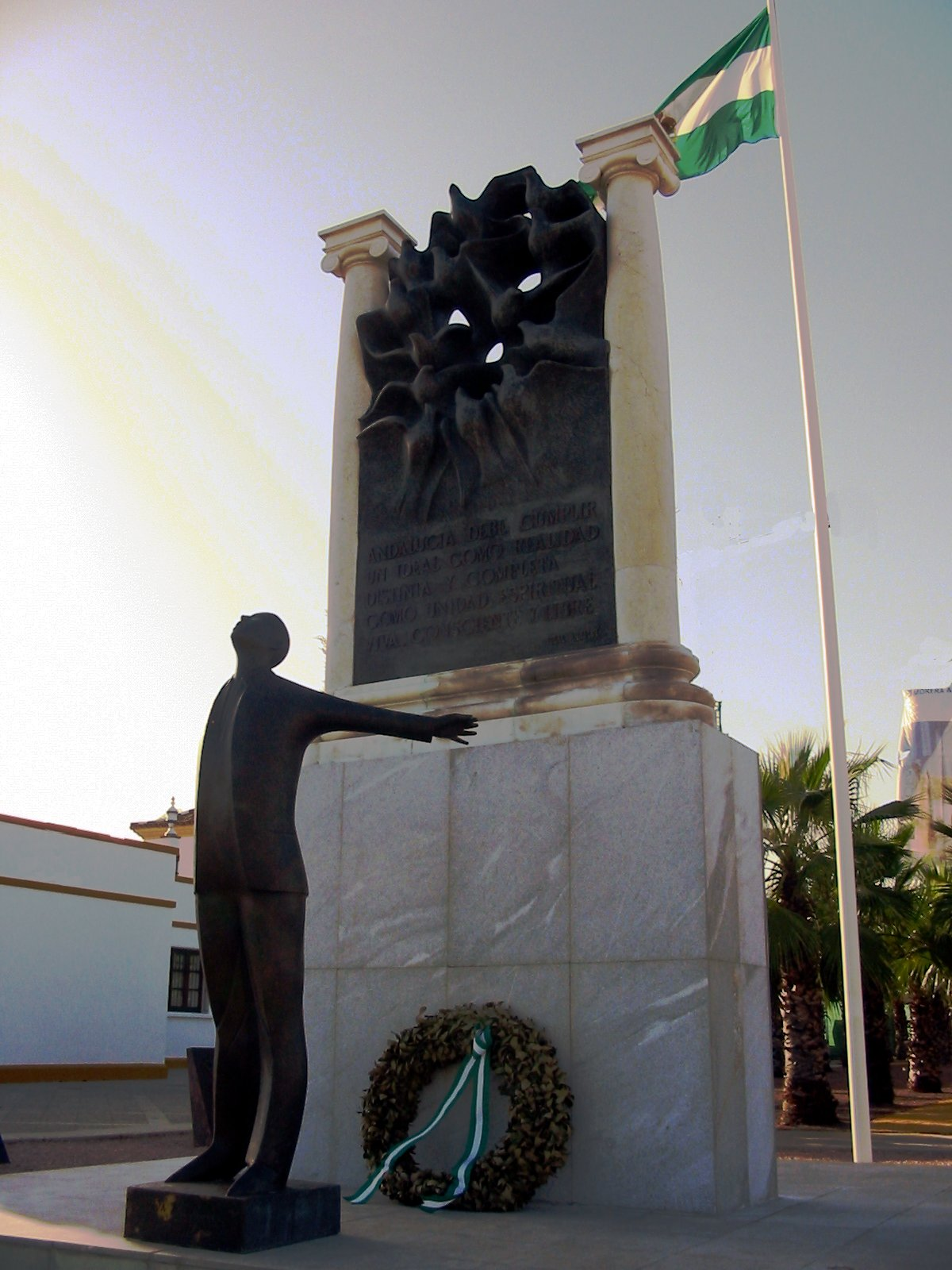
Monument över Blas Infante, "Andalusiens fader", rest på den plats där han avrättades utan rättegång av fascistrebeller 1936.

Nationalisternas flagga för andalusier.

Andalusisk nationalism, spanska Andalucismo, är en politisk separatiströrelse på Iberiska halvön som vill att andalusierna ska erkännas som "nation". Det huvudsakliga politiska partiet är Andalusiens nationalistparti, men det finns också mindre politiska grupper som stödjer andalusisk nationalism, inkluderat Nación Andaluza och Asamblea Nacional de Andalucía.